# Axiocteta concolora
Axiocteta concolora là một loài bướm đêm trong họ Erebidae.